# برونو مونتليون
برونو مونتاليوني (بالبرتغالية: Bruno Montaleone‏)، المولود في 19 يونيو 1996 في ريو دي جانيرو، هو ممثل برازيلي.

## حياة مهنية
حتى أن برونو قضى فترتين في دورة قانون، لكنه انتهى به الأمر بالتسرب من الكلية ليكرس نفسه بالكامل لـ تمثيل. في عام 2015، أجرى اختبارًا لـ قلوب شابة، وانتقل إلى الدور الصغير في لامع. في عام 2017، شارك في كانت الأيام هكذا، وفي عام 2018 لعب دور جوني في الجانب الآخر من الجنة وبينتو في الوقت لا يتوقف، وهي شخصية تتظاهر بأنها متمردة وشاعر ثوري، عندما، في الحقيقة، هو عديم الخبرة تماما. في عام 2020 ظهر لأول مرة في الأفلام الطويلة يوميات الصرف، جنبًا إلى جنب مع لاريسا مانويلا ومواتا لوبيز وديفيد جيمس.
في عام 2022، انضم إلى فريق عمل فيلم ضائع، المأخوذ عن الكاتبة البرازيلية كارينا ريسي الأكثر مبيعًا. من المقرر عرض الفيلم في عام 2023.

## الحياة الشخصية
بين عامي 2017 و 2019، واعد المصممة ساشا منغل.

## روابط خارجية
- برونو مونتليون في قاعدة بيانات الأفلام على الإنترنت
- برونو مونتليون على إنستغرام